# Ella Mae Morse
Pour les articles homonymes, voir Morse.
Ella Mae Morse est une chanteuse de rhythm and blues américaine, née à Mansfield (Texas) le 12 septembre 1923 et morte le 16 octobre 1999 à Bullhead City (Arizona).

## Biographie
Fille de parents musiciens, elle chante dans le groupe de jazz de son père. Elle est remarquée à quatorze ans par Jimmy Dorsey qui l'emmène en tournée avec son orchestre en 1939. Puis, elle rejoint celui de Freddie Slack en 1942. Ils enregistrent ensemble le premier tube de la firme Capitol Records : Cow-Cow Boogie. Ils interprètent cette chanson dans la comédie musicale : Reveille with Beverly. Puis elle entame une carrière en solo à partir de 1943, avant d'enregistrer The House Of Blue Lights avec Freddie Slack en 1946, morceau qui annonce le Rock'n'roll. Son répertoire se compose de nombreuses chansons aux paroles à la fois humoristiques et grivoises.
En 1947, elle épouse Martin Gerber, un marin, avec qui elle s'installe à Palo Alto. Elle fait une pause de trois ans, avant de sortir à partir de 1951 des disques mélangeant country music et Rhythm and Blues. En 1954, Capitol sort l'album Barrelhouse, Boogie and The Blues, où elle reprend Rock Me All Night Long des Ravens, Money Honey des Drifters, etc. Puis elle disparait à nouveau jusqu'en 1976, où elle remonte une dernière fois sur scène dans les clubs de Los Angeles.

## Discographie sélective

### Singles
- Cow-Cow Boogie - The Freddie Slack Orchestra (Capitol, 1942)
- Mister Five By Five - The Freddie Slack Orchestra (Capitol, 1942)
- Shoo Shoo baby (Capitol, 1943)
- The House Of Blue Lights (Capitol, 1946)
- Pig Foot Pete (Capitol, 1948)
- Tennessee Saturday Night (Capitol, 1951)
- I'm Hog-tied Over You - Tennessee Ernie Ford & Ella Mae Morse (Capitol, 1952)
- Money Honey (Capitol, 1954)
- Razzle Dazzle  (Capitol, 1955)
- Rock N' Roll Wedding (Capitol, 1956)

### Albums
- Barrelhouse, Boogie and The Blues (Capitol, 1954)
- The Morse Code (Capitol, 1957)

## Filmographie
- 1943 : Reveille with Beverly de Charles Barton, avec Frank Sinatra
- 1944 : South of Dixie (en) de 	Jean Yarbrough
- 1944 : Chasseurs de fantômes (Ghost Catchers) d'Edward F. Cline
- 1945 : How Doooo You Do!!! (en) de Ralph Murphy